# 6589 Jankovich
6589 Jankovich eller 1985 SL3 är en asteroid i huvudbältet som upptäcktes den 19 september 1985 av det rysk-sovjetiska astronomparet Nikolaj och Ljudmila Tjernych vid Krims astrofysiska observatorium på Krim. Den har fått sitt namn efter Milan Jankovich.
Asteroiden har en diameter på ungefär 3 kilometer och den tillhör asteroidgruppen Levin.